# La invención de Morel
La invención de Morel es una novela escrita en 1940 por el argentino Adolfo Bioy Casares. La obra, que constituye un ejemplo clásico de la literatura fantástica en idioma español, probablemente sea la más famosa entre las escritas por dicho autor. En el prólogo, Jorge Luis Borges expresa, respecto de su trama, que no le parece «una imprecisión o una hipérbole calificarla de perfecta».

## Argumento
El Fugitivo comienza un diario después de que unos turistas lleguen a la isla desierta en la cual se esconde. Aunque considera esta presencia un milagro, teme que ellos puedan atraparlo y entregarlo a las autoridades. Cuando los turistas ocupan el museo que se encuentra en la cima de la colina, sitio donde él había vivido hasta entonces, el Fugitivo se refugia en los pantanos. A través del diario descubrimos que este es un escritor venezolano sentenciado a reclusión perpetua. Él cree que se encuentra en la isla (imaginaria) de Villings, parte del archipiélago de islas Ellice (actualmente Tuvalu), aunque no está seguro. Todo lo que sabe a ciencia cierta es que en la isla existe una extraña enfermedad cuyos síntomas son similares a los del envenenamiento por radiación.
Entre los turistas se encuentra una mujer que observa el atardecer todos los días desde el acantilado al oeste de la isla. El Fugitivo espía a la mujer, llamada Faustine, y termina por enamorarse de ella. Faustine es visitada con frecuencia por un hombre, un científico con barba llamado Morel, con quien habla en francés. El Fugitivo decide tomar contacto con ella, pero la mujer no reacciona ante su presencia. Él supone que ella ha decidido ignorarlo, pero sus encuentros con los otros turistas son similares. Nadie en la isla toma nota de su presencia. Él menciona que las conversaciones entre Faustine y Morel se repiten semana tras semana y tiene miedo de estar volviéndose loco.
De forma tan repentina como habían aparecido, los turistas desaparecen. El Fugitivo regresa al museo e investiga, pero no encuentra evidencia de que allí hayan vivido personas durante su ausencia. En principio, atribuye toda la experiencia a una alucinación producida por envenenamiento de la comida; sin embargo, los turistas reaparecen esa misma noche. Si bien parecen surgir de la nada, éstos conversan como si hubieran estado allí por cierto tiempo. El Fugitivo los observa desde cerca (aunque evitando tener un contacto directo) y nota otras cosas extrañas. En el acuario encuentra copias idénticas de los peces muertos que había encontrado el día de su llegada. Durante un día en la piscina, ve a los turistas dando saltitos para entrar en calor, cuando en realidad el calor es insoportable. En el cielo observa el fenómeno más extraño de todos: la presencia de dos soles y dos lunas.
El Fugitivo imagina toda suerte de teorías sobre lo que está pasando en la isla, pero solo averigua la verdad cuando Morel revela a los turistas que ha estado grabando sus acciones de la semana anterior con una máquina de su invención que es capaz de reproducir la realidad. Afirma que la grabación capturará sus almas y que, al reproducirla, podrán revivir esa semana para siempre. De ese modo, él podrá pasar la eternidad junto a la mujer que ama. Aunque Morel no la nombra, el Fugitivo está seguro de que habla de Faustine.
Después de escuchar que las personas grabadas en experimentos previos están muertas, uno de los turistas especula (acertadamente) que ellos también van a morir. La reunión termina abruptamente y Morel se retira furioso. El Fugitivo recoge las notas de Morel y se entera de que la máquina se mantiene en funcionamiento porque el viento y las mareas la alimentan con energía cinética inagotable. Deduce entonces que el fenómeno de los dos soles y dos lunas ocurre cuando la grabación se solapa con la realidad: uno es el sol real y el otro representa la posición del sol en el momento de la grabación. Las otras cosas extrañas que ocurren en la isla tienen una explicación similar.
El Fugitivo imagina todos los posibles usos para la invención de Morel, incluyendo la creación de un segundo modelo para resucitar personas. A pesar de esto, siente repulsión por el «nuevo tipo de fotografías» que habitan la isla, pero con el paso del tiempo acepta su existencia como mejor que la suya propia. Aprende a operar la máquina y se inserta a sí mismo en la grabación para que parezca que él y Faustine están enamorados, aunque ella tal vez se haya acostado con Alec y Haynes. Esto le molesta, pero tiene confianza en que no importará en la eternidad que pasarán juntos. Por lo menos está seguro de que ella no es la amante de Morel.
En la entrada final del diario, el Fugitivo describe cómo espera que su alma se transfiera a la grabación mientras muere. Le pide un favor al hombre, que invente una máquina capaz de fusionar almas basada a la invención de Morel. Quiere que el inventor los busque y lo deje entrar en la conciencia de Faustine como un acto de clemencia:
«Búsquenos a Faustine y a mí, hágame entrar en el cielo de la conciencia de Faustine. Será un acto piadoso.»

## Personajes

### Principales
Fugitivo
No se sabe bien su nombre y solo nos damos cuenta de las causas de su destierro y de su huida hacia la isla. Salvo el fugitivo, todos los demás personajes forman parte de una grabación; carece de nombre y funge como narrador-protagonista. Su estado de paranoia y locura queda reflejado en su diario abriendo la posibilidad de que todo se trate de una alucinación.
Faustine
Es el personaje más ambiguo de la novela: luce como gitana, habla francés como una sudamericana, y le gusta hablar sobre Canadá.
Morel
Es un científico genio que lleva intencionalmente a un grupo de esnobs hacia la muerte. El fugitivo lo detesta celosamente, pero al final termina justificando sus acciones.

### Secundarios
Dalmacio Ombrellieri
Un vendedor de alfombras italiano que vive en Calcuta. Es quien le cuenta al fugitivo sobre la existencia de la isla y le indica cómo llegar allí.
Alec
Es joven de rasgos orientales y ojos verdes que hace negocios con lanas. Podría ser el amante de Faustine o de Dora, o simplemente su confidente. Como el resto de los miembros del grupo, ve a Morel como una figura mesiánica.
Dora
Es una mujer rubia con una gran cabeza que es amiga de Alec y Faustine. El fugitivo espera que ella, y no Faustine, sea la amante de Alec. Considera que ella puede ser el objeto del amor de Morel cuando sospecha que Morel no puede estar enamorado de Faustine.
Irene
Es una mujer alta con brazos largos y una expresión de disgusto. Ella no cree que vaya a morir por ser expuesta a la máquina. El fugitivo cree que si Morel no está enamorado ni de Dora ni de Faustine, debe estarlo de ella.
La mujer vieja
Siempre está en compañía de Dora, probablemente sean parientes. La noche del discurso de Morel, ella está borracha. A pesar de esto, el fugitivo considera que ella puede ser el amor del que Morel habla, si es que no está enamorado de alguna otra de las mujeres.
Haynes
Cuando Morel va a dar su discurso él está dormido. Dora dice que está en la habitación de Faustine y que no será posible sacarlo de ahí. Morel se ve forzado a hablar sin su presencia.
Stoever
Es uno de los que se da cuenta de que todos van a morir mientras Morel da su discurso. Cuando increpa a Morel y este se retira de la habitación, los demás miembros del grupo no le permiten ir tras él. Luego se calma pero el fanatismo del grupo hacia Morel prevalece sobre su instinto de supervivencia.

## Temas principales
Inmortalidad
Dentro de los límites del relato, la invención de Morel es la invención de la inmortalidad espiritual. Tanto Morel como el fugitivo la prefieren antes que a la inmortalidad física, porque consideran que es la única verdadera: consideran que la razón por la cual no se ha llegado a alcanzar la inmortalidad es el hecho de que se ha trabajado solamente en conseguir la inmortalidad centrándose en la idea primitiva de esta (la física), dejando de lado la que realmente importa: la inmortalidad de la conciencia
Amor y soledad
Para el fugitivo la soledad representa a la muerte, mientras que el amor representa la vida. Lo deja claro cuando dice «Ya no estoy muerto, estoy enamorado». Es posible que los sentimientos de Morel sean parecidos. La muerte puede representar la soledad para él porque perderá contacto con la gente que ama al ejecutar su tiránico plan.
Control
El fugitivo se esfuerza inútilmente para volver a tomar control de su vida luego de su injusto apresamiento. Cuando encuentra un lugar que puede controlar (la isla) pone en peligro su vida para llegar a ella. Pero desafortunadamente la isla es propiedad de Morel en todo sentido, y el fugitivo se esfuerza en vano. Su amor por Faustine renueva su esperanza pero cuando se da cuenta de que esa relación es imposible se da por vencido y se ilusiona con que algún inventor en el futuro le otorgue lo que no puede obtener. Por el contrario, Morel es una figura todopoderosa con total control de su entorno: cuando no puede hacerse con el amor de su amada, inventa una máquina que la pondrá bajo su control forzándola a pasar la eternidad junto a él.

## Teorías
En el comienzo de la novela se menciona que piratas japoneses hacen naufragar a un barco, que puede llegar a ser el barco de Morel: “Ni los piratas chinos, ni el barco pintado de blanco del Instituto Rockefeller la tocan. Es el foco de una enfermedad, aún misteriosa, que mata de afuera para adentro. Caen las uñas, el pelo, se mueren la piel y las córneas de los ojos, y el cuerpo vive ocho, quince días. Los tripulantes de un vapor que había fondeado en la isla estaban despellejados, calvos, sin uñas —todos muertos—, cuando los encontró el crucero japonés Namura. El vapor fue hundido a cañonazos”. La enfermedad que da muerte al protagonista y al resto de personajes es causada por radiación y los síntomas de la enfermedad descritos en el libro son similares a los síntomas de la radiación.

## Alusiones y referencias a otros trabajos
Ensayo sobre el principio de la población
A lo largo de la novela el fugitivo cita la visión de Thomas Malthus sobre el control poblacional. También expresa que si sobrevive escribirá un libro titulado Elogio de Malthus.
De natura deorum
Antes de conocer la verdad sobre la isla, el fugitivo cita este libro de Cicerón como la explicación de la aparición de los dos soles en el cielo.
«Té para dos»
Los turistas bailan al son de esta canción de 1925 parte del musical de Broadway No, No, Nanette...

## Importancia literaria y críticas
Jorge Luis Borges escribió en el prólogo sobre la trama que no le parecía «una imprecisión o una hipérbole calificarla de perfecta». Octavio Paz, Premio Nobel de literatura, se hizo eco de la opinión de Borges. Otros autores latinoamericanos famosos también han expresado su admiración por la novela.

## Alusiones y referencias en otras obras
- Villings aparece en el mundo de La Liga de Caballeros Extraordinarios como una isla sobre la costa sudamericana.
- El relato Querida Luisa de Javier Casis Arín, contenido en el libro Las musas de Rorschach, funciona como una precuela o antecedente.
- Es altamente probable que al vocalista de Soda Stereo Gustavo Cerati se le haya ocurrido el título de la canción "Té para tres" al leer la novela de Bioy Casares, donde las proyecciones fantásticas oyen todo el tiempo "Tea for Two"; asimismo, el título de "Disco eterno" está tomado de este pasaje: "Pero es posible que no lo hubiera dicho, por primera vez, horas antes, sino algunos años atrás; lo repetía porque estaba en la semana, en el disco eterno."[4]

## Alusiones y referencias sobre historia, geografía y ciencia
Mientras el fugitivo está atrapado en la sala de máquinas se promete a sí mismo que no morirá como el héroe folclórico japonés Tsuomi Sakuma, una de las víctimas del primer accidente de un submarino.
Por otra parte, la isla de Villings, donde transcurre la historia, difícilmente podría ser parte de Tuvalu: las islas de este archipiélago son atolones de coral, planicies que apenas superan el nivel del mar, sin acantilados ni colinas.

## Premios
- Obtuvo el primer Premio Municipal de Literatura de la Ciudad de Buenos Aires[5]
- Bioy obtuvo el Premio Cervantes en 1990.

## Adaptaciones
- La película El año pasado en Marienbad (1961), de Alain Resnais, se inspiró en esta novela.[6]
- En 1967, el cineasta francés Claude-Jean Bonnardot adaptó la novela en una película para televisión.[7]
- En 1974, el cineasta italiano Emidio Greco adaptó la novela en una película cinematográfica.[8]
- En 1995, la Compañía Eva Halac adaptó la novela en una obra que usaba muñecos como los turistas y un actor como el fugitivo.[9]
- La película The Piano Tuner of Earthquakes (2005) se inspiró originalmente en esta novela.[10]
- En el filme argentino de 1986 Hombre mirando al sudeste, de Eliseo Subiela, el protagonista (Rantés) dice ser una proyección en el espacio, por lo cual, en sus investigaciones, el psiquiatra que lo atiende hace un paralelismo con La invención de Morel. De hecho, en el filme se leen unas líneas de la obra de Bioy Casares.[11]
- El cuento también fue la inspiración de la famosa serie Lost.[12]
- En el cuarto episodio de la cuarta temporada de la serie televisiva Lost, a Sawyer, uno de los personajes principales, se lo ve leyendo La invención de Morel. Los creadores de la serie son admiradores del libro y se ha adjudicado a la obra como inspiración para la serie.[cita requerida]
- Los fans del videojuego Myst creen que esta novela es una de sus fuentes de inspiración.[13]
- El artista japonés Katsuhiro Yamaguchi realizó en 1991 una instalación artística de video llamada La invención de Morel.
- El grupo de rock uruguayo Buitres después de la una tiene una canción llamada "Morel", donde habla de "las luces del cielo" y las mareas.
- El músico Stewart Copeland (exbatería del grupo The Police) compuso una ópera con el título de The Invention of Morel, basada en la obra, que fue llevada a los escenarios en 2018.
- El artista argentino Carlos Boccardo hizo en 1996 una instalación inspirada en esta novela.[14]
- A menudo comparada con La isla del doctor Moreau,[¿por quién?] esta novela también toma elementos de la novela XYZ (1934), del peruano Clemente Palma.[15]
- El dibujo de portada de la primera edición lo realizó Norah Borges, hermana de Jorge Luis Borges, gran amigo de Bioy Casares.[16]
- Aunque esta es la séptima publicación de Adolfo Bioy Casares, se la considera[¿por quién?] la obra inicial de su carrera literaria.